# Ferrocarril Tour
Ferrocarril Tour es una atracción de transporte dentro del parque temático PortAventura Park, en Salou y Vilaseca, municipios de Tarragona (España). Fue inaugurada el 1 de mayo de 1995, coincidiendo con la apertura del parque.
Permite recorrer el parque en un recorrido con tres paradas: Estació del Nord en Mediterrània, SésamoAventura Station en SésamoAventura y Penitence Station en Far West, cruzando bajo la Gran Muralla china, por un puente sobre el lago y también pasando muy cerca de Dragon Khan, El Diablo - Tren de la Mina y Silver River Flume.
Entre 2007 y 2008, se renovó el decorado del área de Polynesia, y ahora se pueden ver todo tipo de elementos como cabañas, tikis, estatuas, etc.

## Inicios
La atracción fue inaugurada con el resto del parque en 1995. Hasta el año 2011 su recorrido tenía dos paradas, una en Mediterrànea y otra en Far West. Con la apertura de la nueva área temática infantil Sésamo Aventura también se inauguró una parada llamada SésamoAventura Station, sin modificar el trazado original.

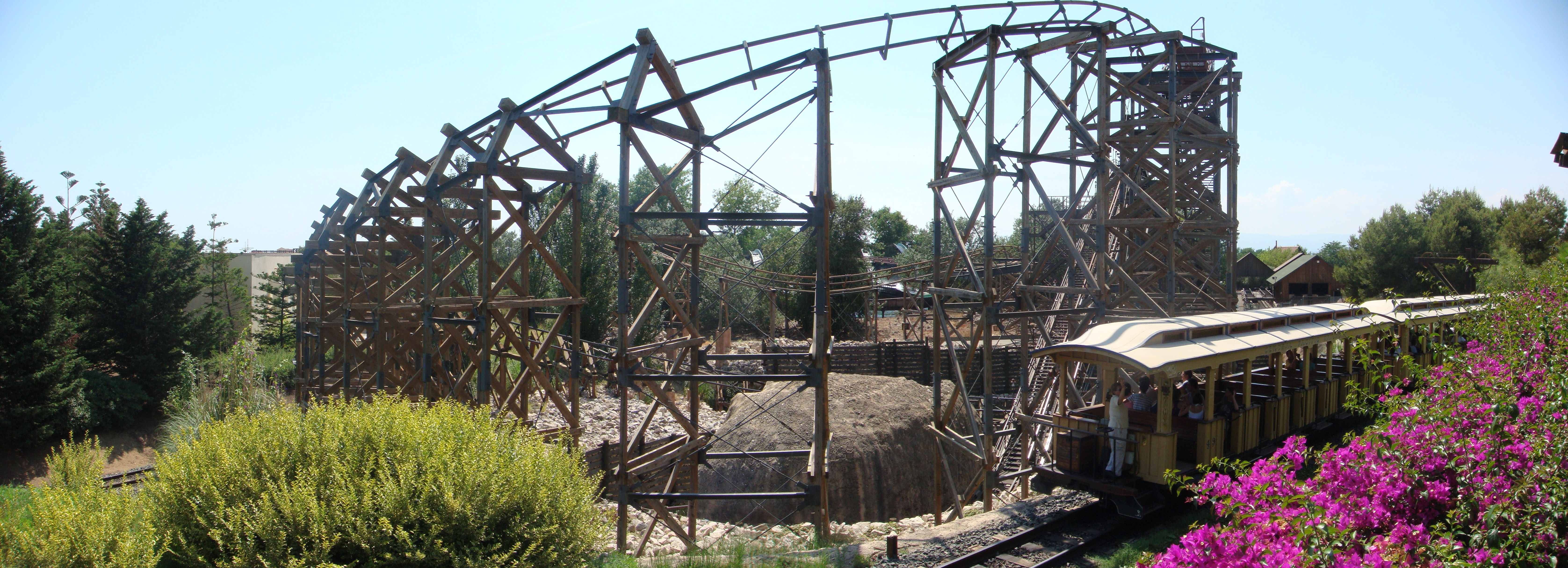
Tren a su paso por El Diablo - Tren de la Mina

## Descripción
El recorrido se divide en tres tramos. El primero sale de la Estació del Nord desde la cual el tren se dirige a SésamoAventura Station pasando por detrás del volcán de la atracción Tutuki Splash y por un poblado de Polynesia. Desde esta estación continúa pasando por debajo del Dragon Khan, por debajo de la Muralla China, por en medio de El Diablo - Tren de la Mina y por último, por detrás de las casas del Far West hasta llegar a Penitence Station, en el mismo Far West.
Desde esta estación del Far West el tren se dirige a Mediterránea pasando por encima de los canales de Silver River Flume, por debajo de la Muralla China nuevamente, por al lado de Tami Tami y, por último, por el distrito minero de Penitence hasta Mediterrànea, en donde volverá a comenzar.

## Argumento
Emprende un viaje a través del mundo, explorando las culturas, a través de un tren de vapor, partirás desde Mediterrànea con destino al Far West, pasando por Polynesia, China y México. Sube al primer tren que salga y viaja por todo el mundo. No sabes la de aventuras que llegarás a vivir.

## Tematización

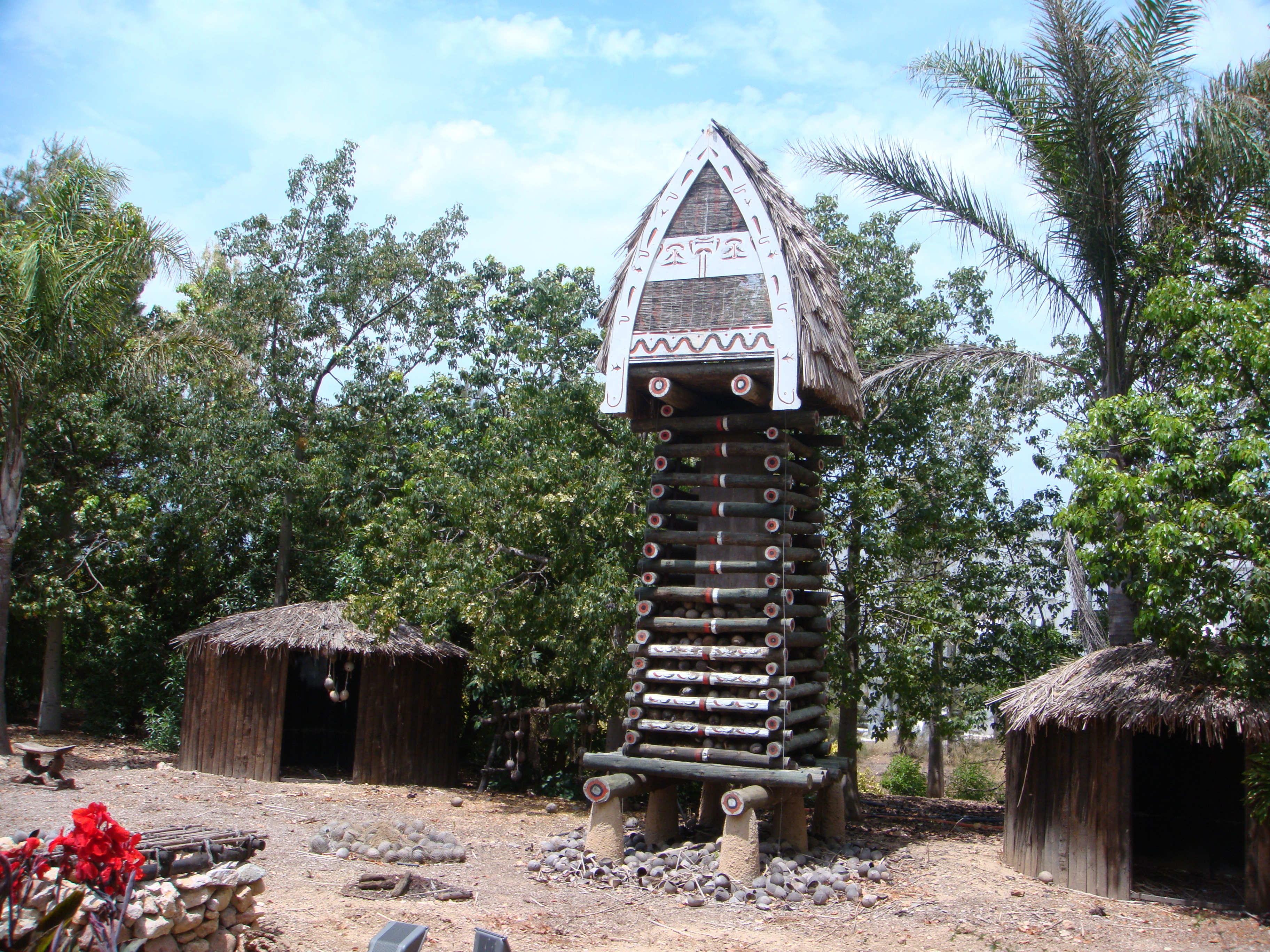
Poblado solo visible desde el tren

La Estació del Nord está tematizada en las típicas estaciones de los pueblos mediterráneos, con su reloj, la taquilla de venta de billetes, la marquesina... Edificio que simula la estación de un pequeño pueblo pesquero.
En Penitence Station la cola reproduce con todo detalle una estación de ferrocarril de un pueblo de lejano oeste, por las paredes de la estación encontramos cuadros sobre la unión de la costa Este y Oeste de los Estados Unidos de América a través del ferrocarril, también encontramos una reproducción del clavo de oro que unió las dos líneas.
Las locomotoras, son auténticas réplicas de locomotoras de vapor del siglo XIX del Union Pacific y el Central Pacific’s Jupiter, que unieron la costa Este y Oeste de Estados Unidos por primera vez el 10 de mayo de 1869. Cada una pesa 28 toneladas, y para su puesta en funcionamiento se requieren 600 litros de agua a la hora.
Actualmente, las locomotoras han estado modificadas y transformadas en locomotoras diésel, solo manteniendo el aspecto de locomotora de vapor.
El puente que une Mediterrània con Polynesia es una réplica de un puente diseñado por Gustave Eiffel.

## Recorrido
El sentido de la marcha es antihorario y podemos considerar su comienzo en el área de Mediterrània. Desde la Estació del Nord el tren arranca y recorre la parte trasera de Polynesia, pasa por detrás de Tutuki Splash y sigue avanzando entre árboles hasta llegar a SésamoAventura Station. Vuelve a partir y se adentra en China, pasando por debajo de Dragon Khan y de la réplica de la Gran Muralla china. Recorre China cerca de la muralla y sigue hacia México. Su recorrido cruza justo por El Diablo - Tren de la Mina y se dirige tras un giro a la izquierda hacia Penitence Station, en Far West. Una vez arranca de allí sigue con un giro considerable a la izquierda justo por detrás de la caseta de salida del Silver River Flume, y se dirige hacia El Diablo - Tren de la Mina nuevamente para hacer un recorrido paralelo (aunque en sentido contrario) al recorrido anteriormente por China. Vuelve a pasar por la muralla china e inmediatamente se desvía para adentrarse más en Polynesia. Cruza sobre el río amarillo y pasa cerca de Waitan Port y llega mediante este atajo a la zona del Far West que no había visitado. En un giro a la izquierda permite ver Grand Canyon Rapids, así como buena parte de su decoración y usuarios del parque. Vuelve a cruzar por otro puente (esta vez ya paralelo al puente de viandantes que une Mediterrània con Far West) para volver a entrar en la Estació del Nord, completando así los 2200 metros de recorrido.
Normalmente en temporada baja solo circula un tren.

## Ficha

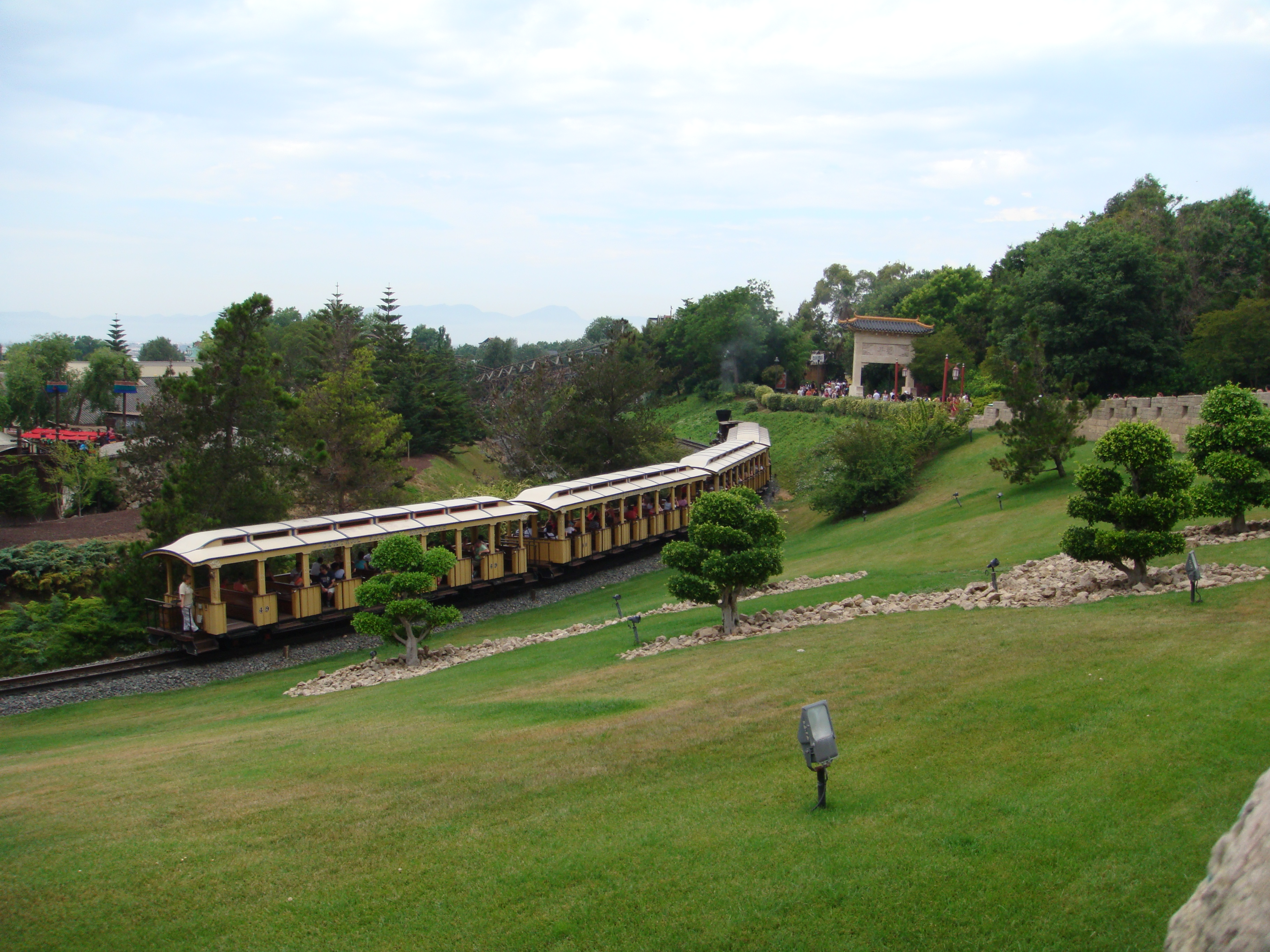
Tren a su paso por China

| Fecha de inauguración  | 1 de mayo de 1995                          |
| Tipo                   | Transporte                                 |
| Zona del parque        | Mediterrània, SésamoAventura y Far West    |
| Diseño                 | Severn Lamb                                |
| Estado actual          | Abierta                                    |
| Longitud del recorrido | 2,2 km aprox.                              |
| Duración del recorrido | 20 min aprox.                              |
| Velocidad máx.         | 11 km/h                                    |
| Nº de trenes de vapor  | 2                                          |
| Vagones por tren       | 4                                          |
| Pasajeros por tren     | 248 personas aprox.                        |
| Volumen de pasajeros   | 960 personas/hora                          |
| Foto / vídeo onride    | No / No                                    |
| Servicio express       | No                                         |
| Altura mín. y máx      | Pequeños acompañados                       |
| Acceso discapacitados  | Sí                                         |
| Coste                  | Desconocido                                |
| Geolocalización        | 41°05′06″N 1°09′25″E / 41.085018, 1.157004 |

## Galería de fotos

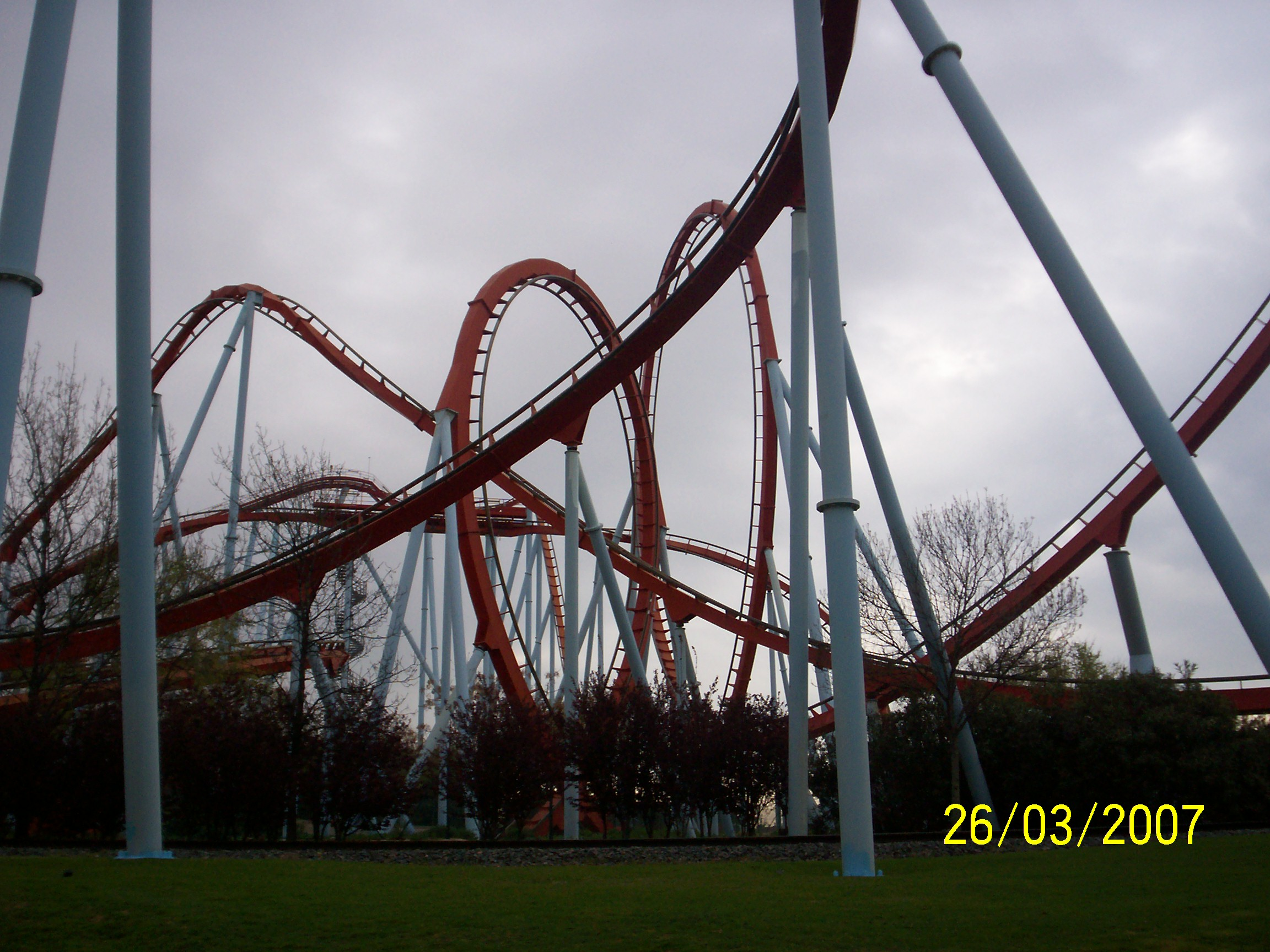
El Dragon Khan de PortAventura Park desde el tren.

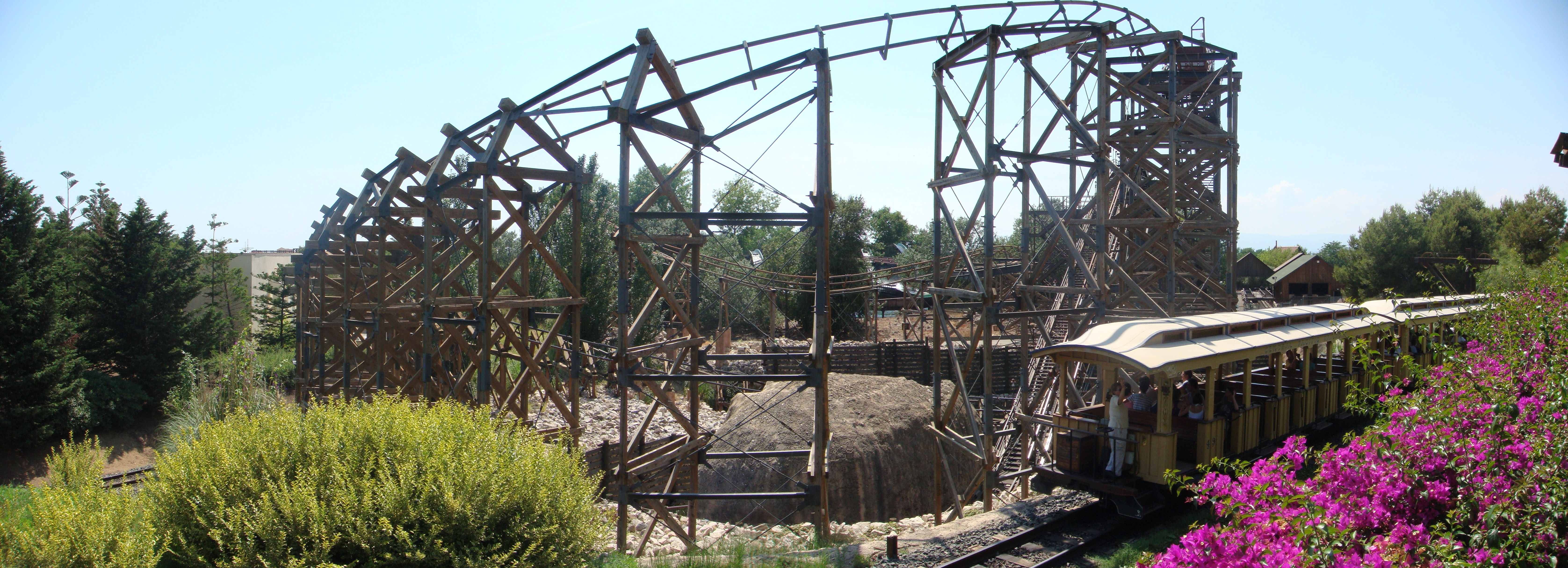
El ferrocarril pasando junto a El Diablo
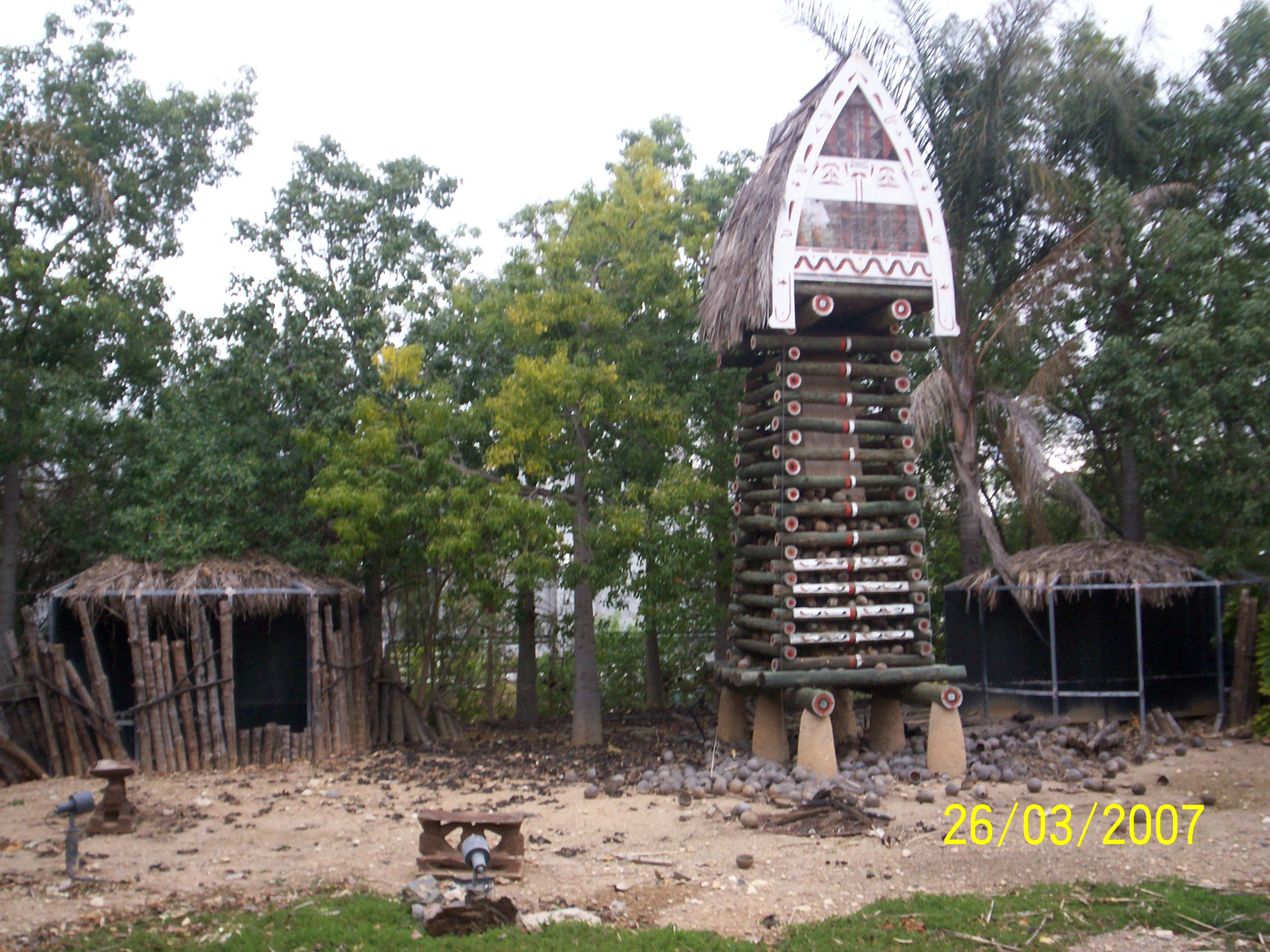
Poblado oculto visible en el tramo Mediterránea-Far West.
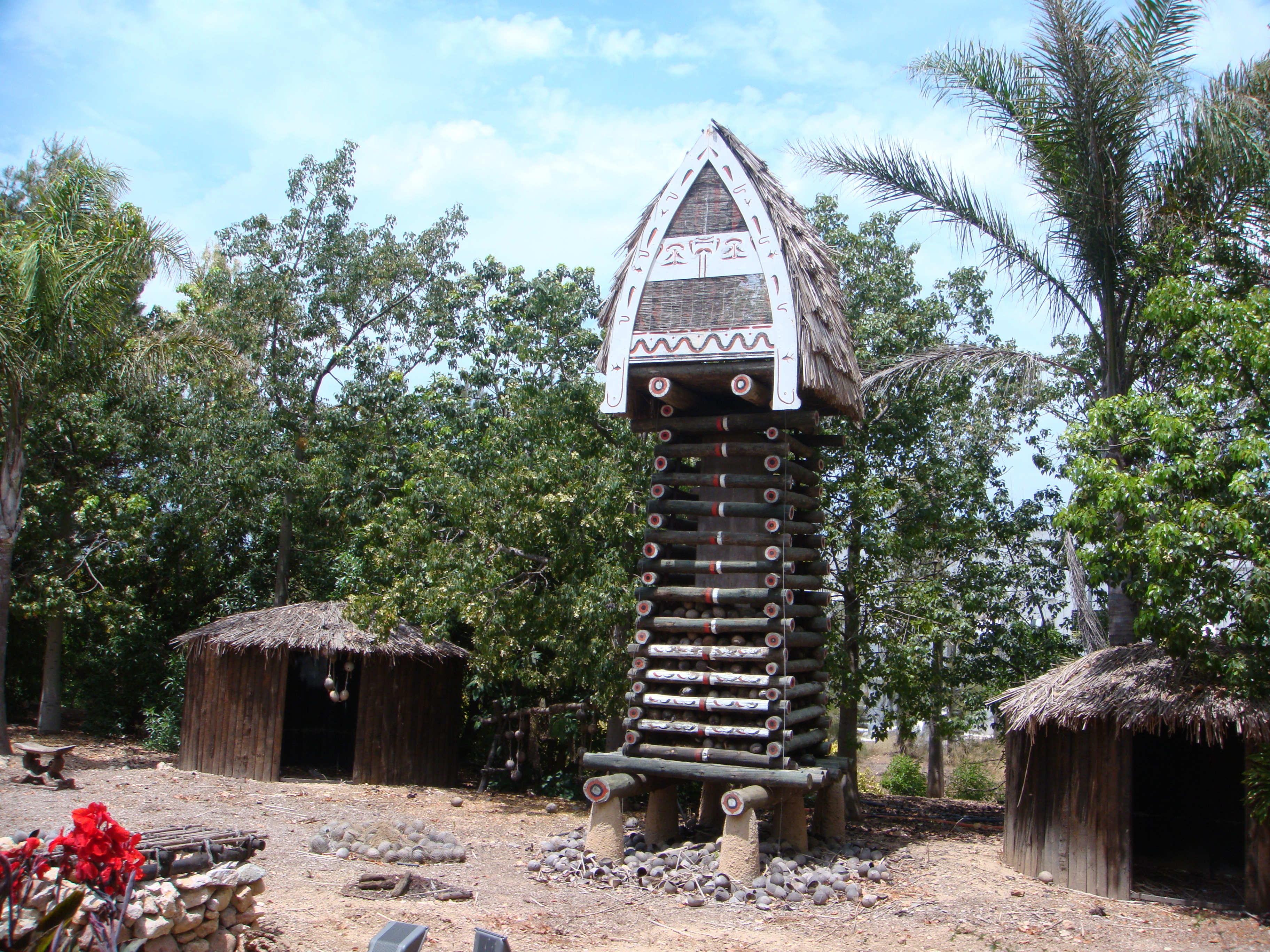
Foto del poblado que sólo es visible desde el tren.
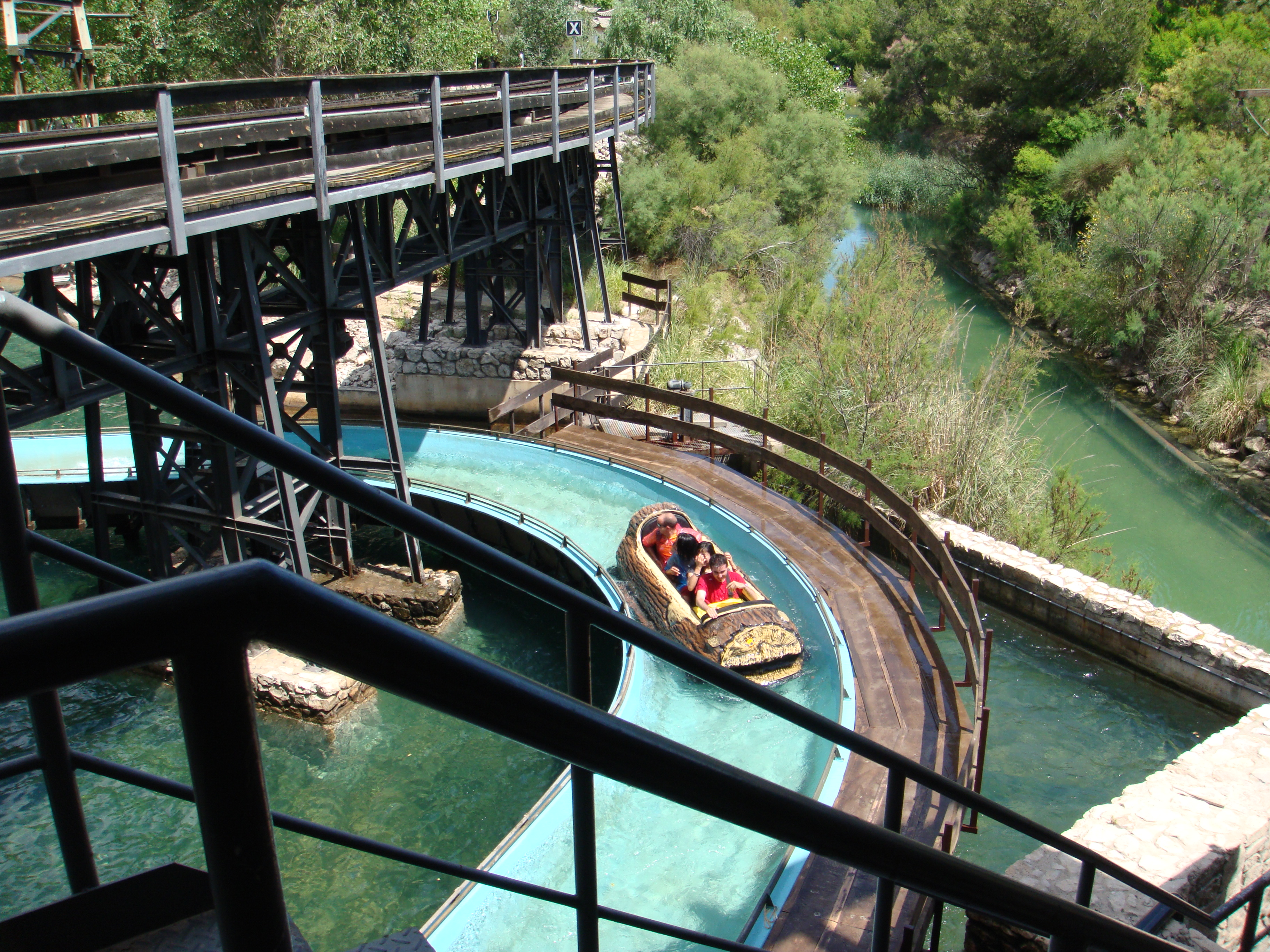
Vías del tren pasando sobre el Silver River Flume
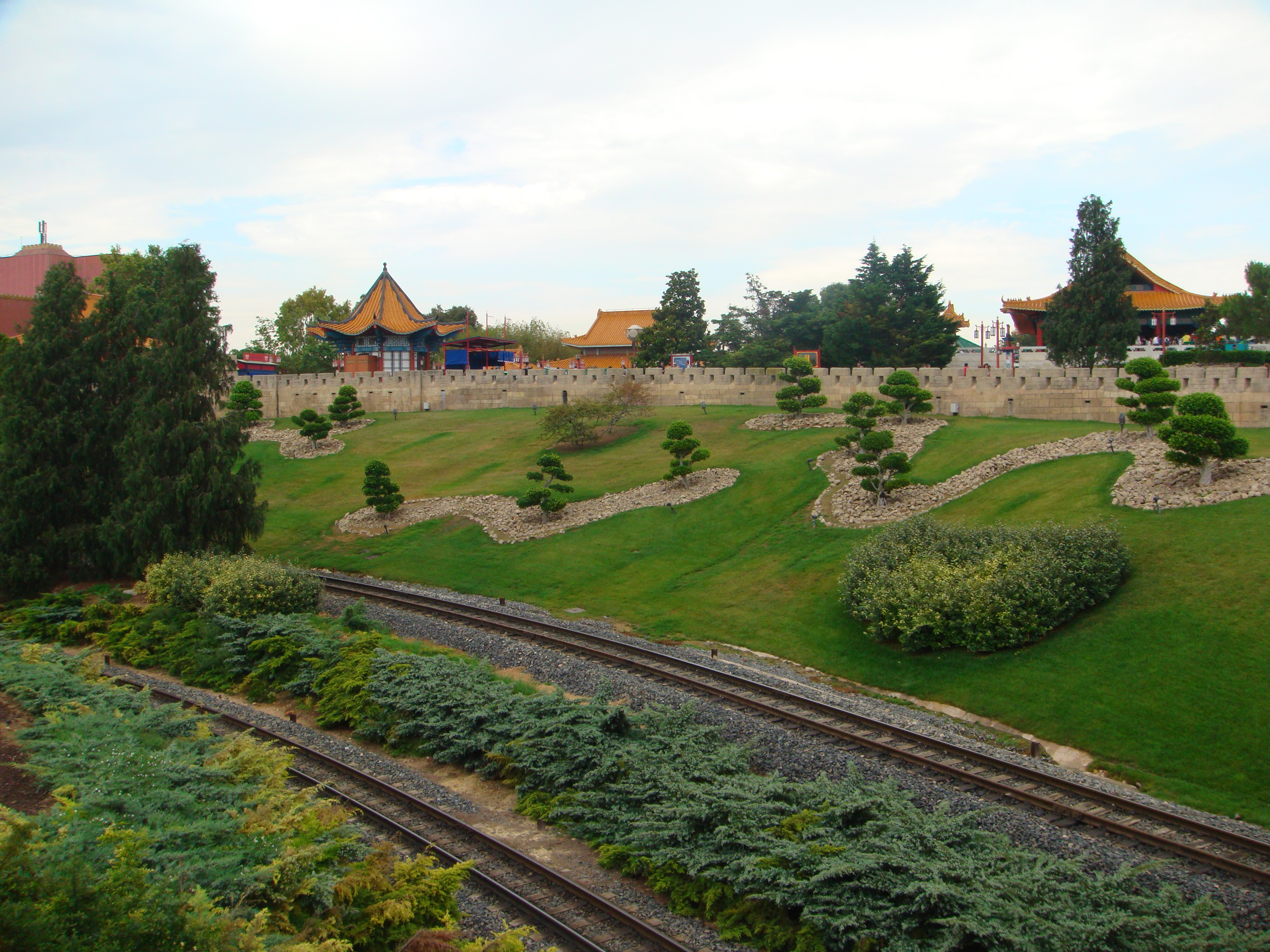
Vías del tren en ambos sentidos, a su paso por China.
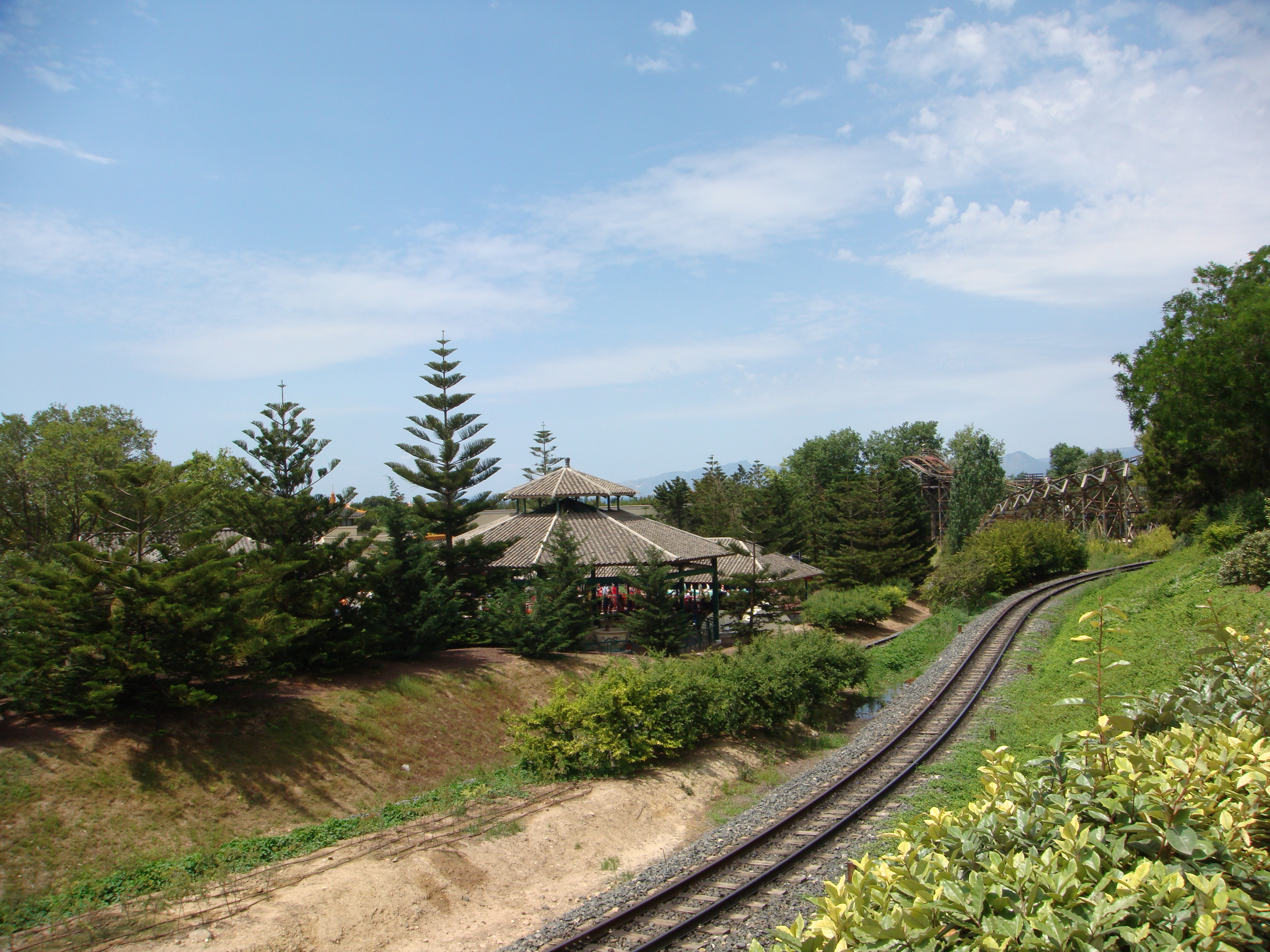
Vías del tren desde China hacia México.
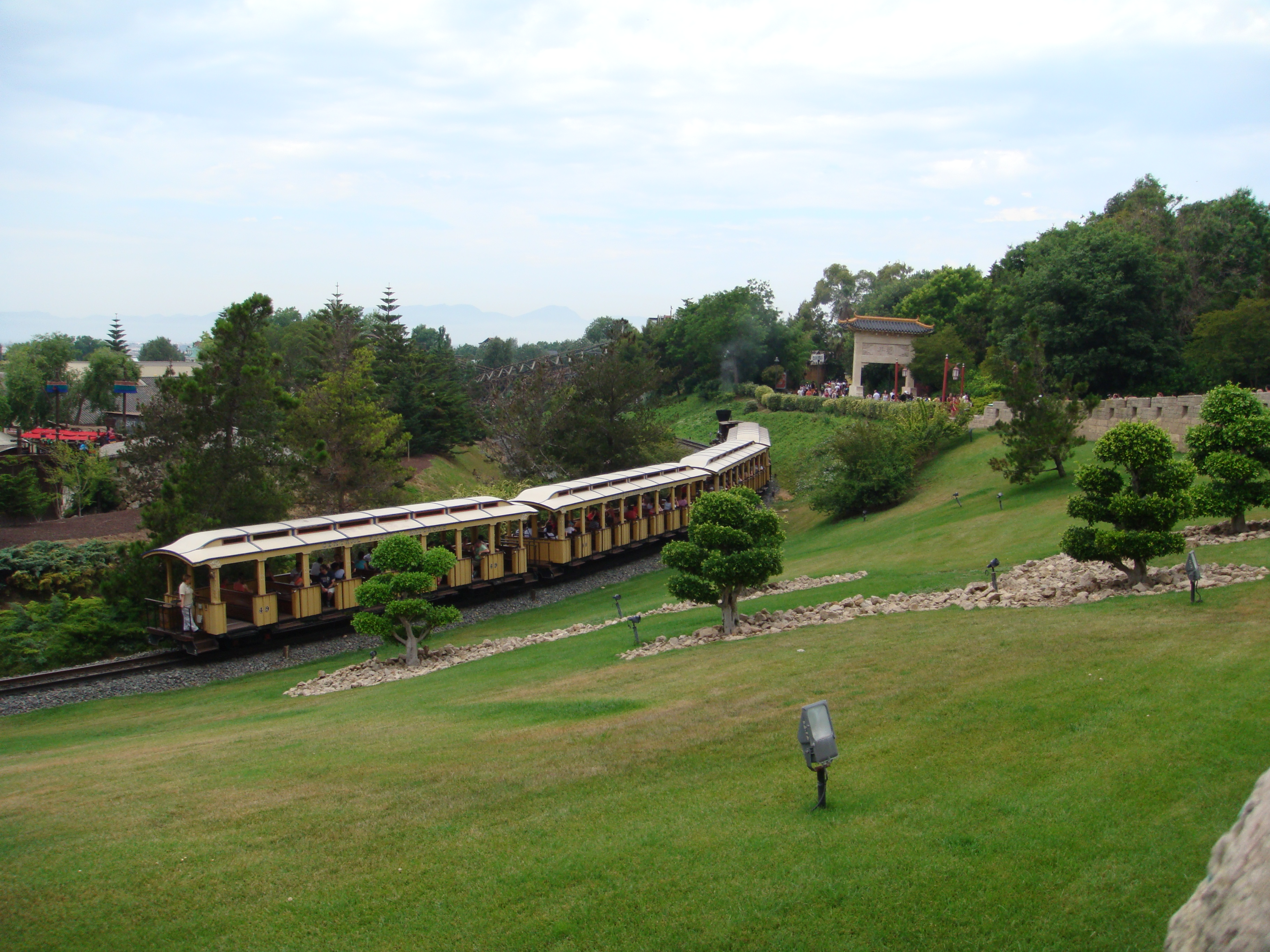
Tren a su paso por China, con dirección al Far West.
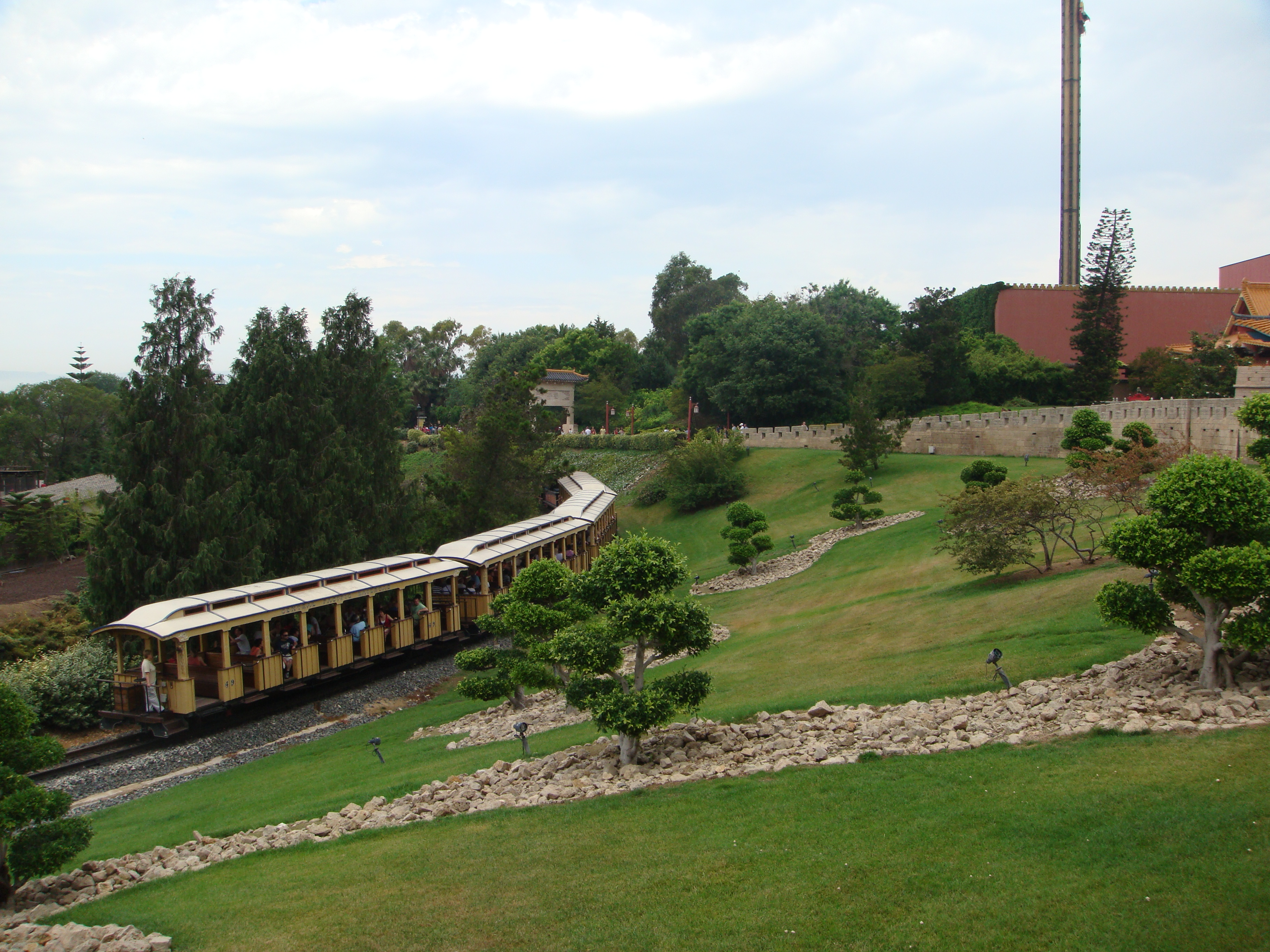
Tren pasando por China, parte trasera.
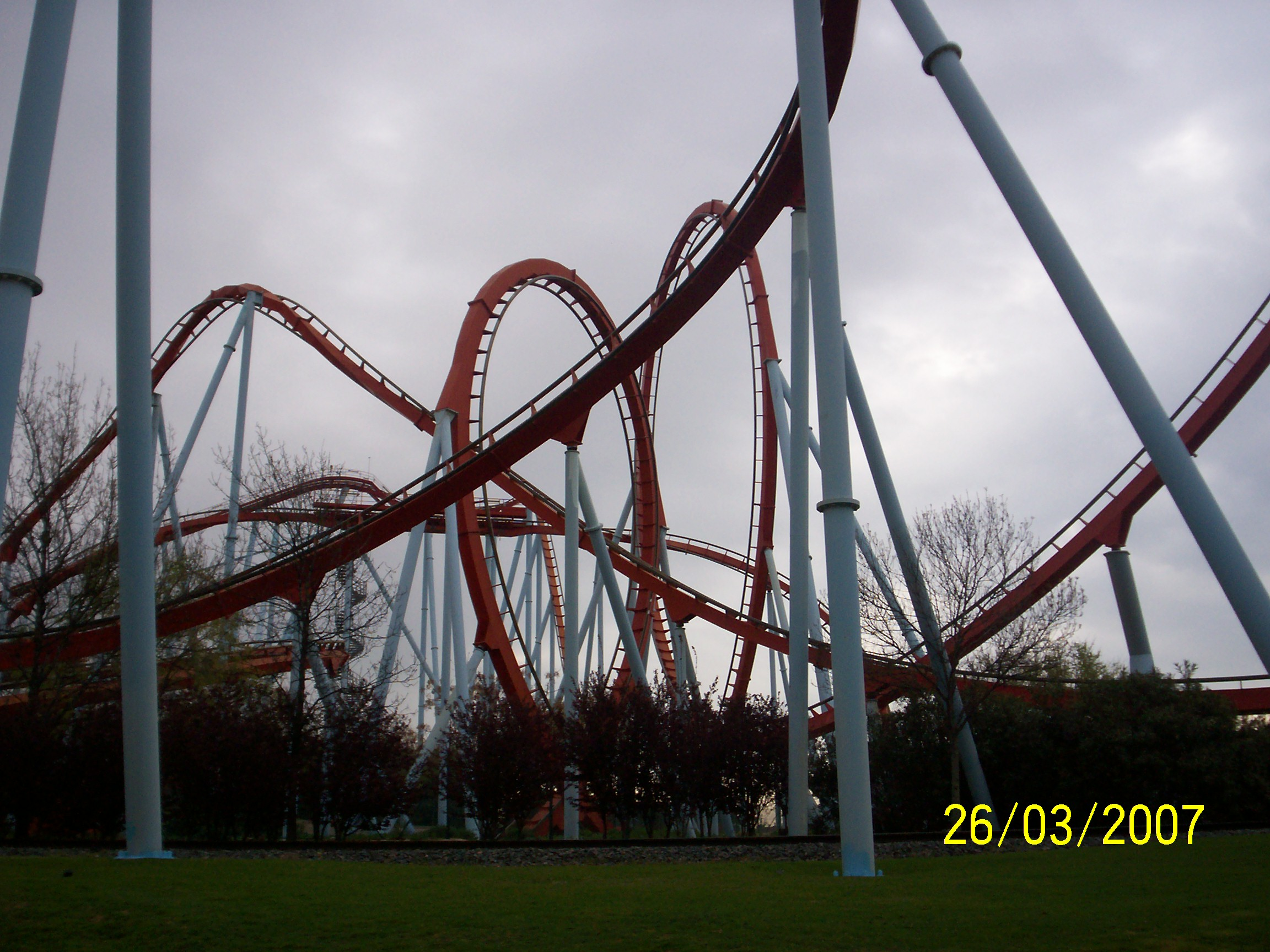
Vistas del Dragon Khan desde el tren.
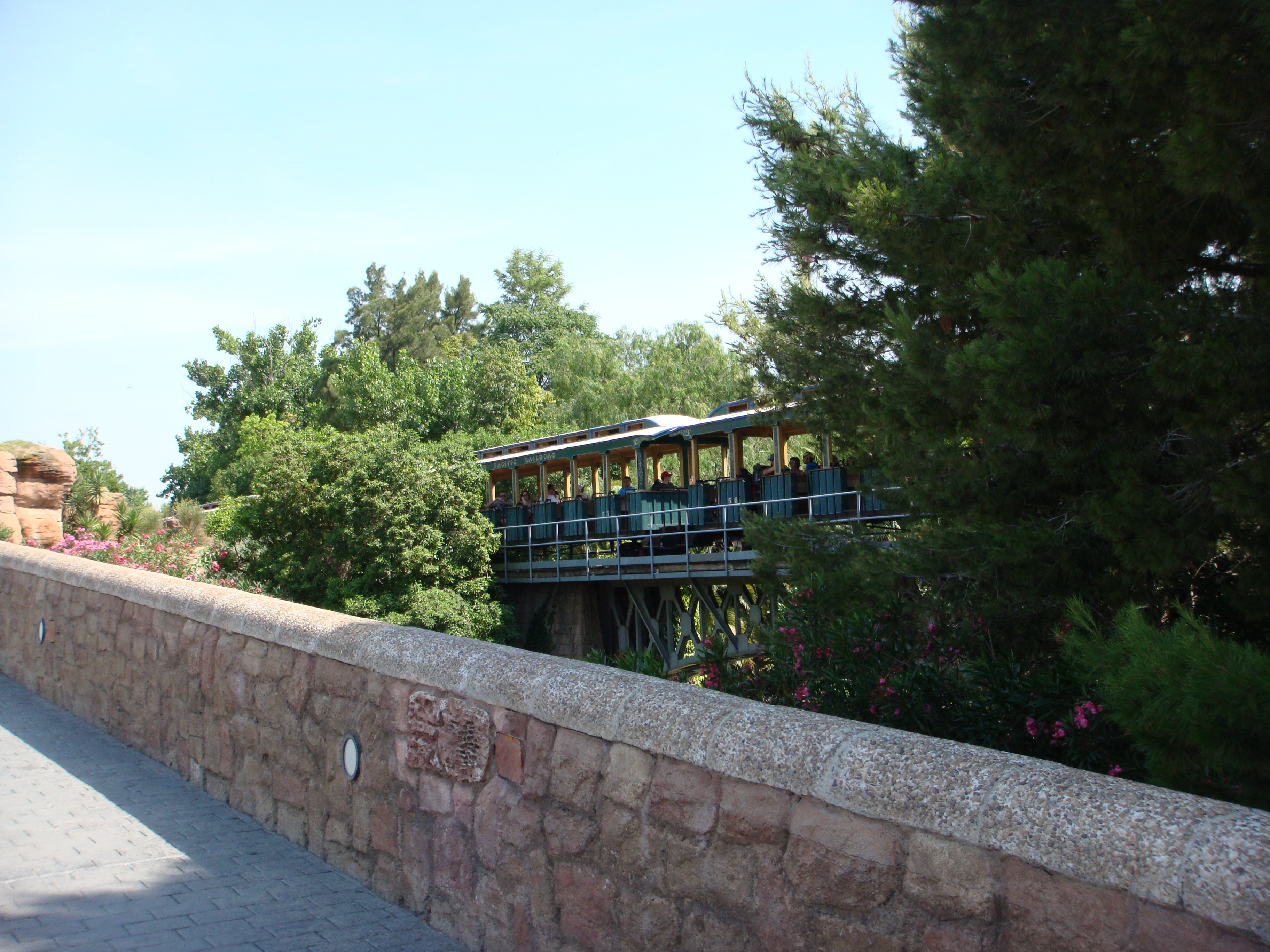
Tren pasando por el puente justo antes de entrar en la "Estació del Nord"
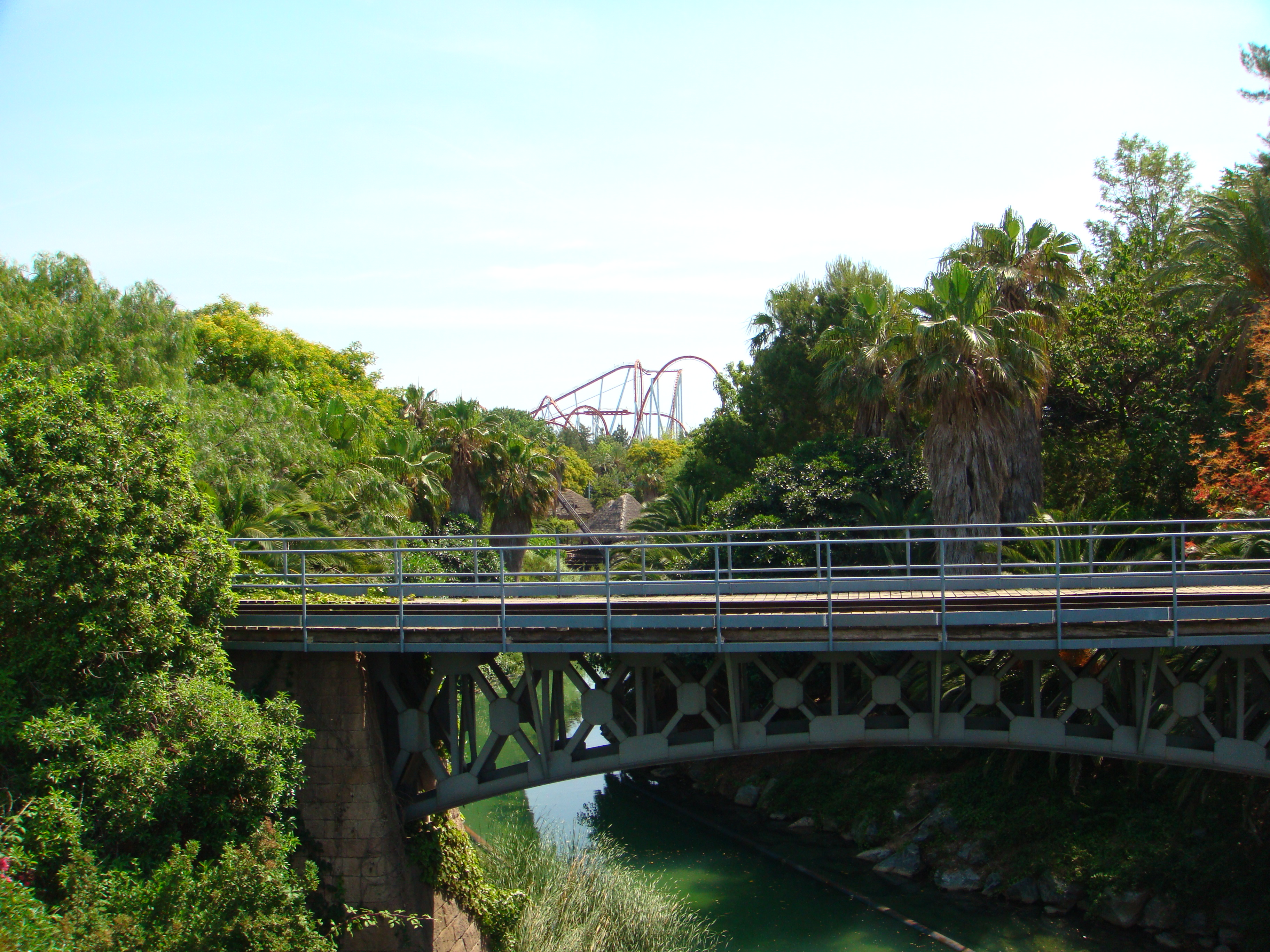
Vista de un puente con el Dragon Khan al fondo.
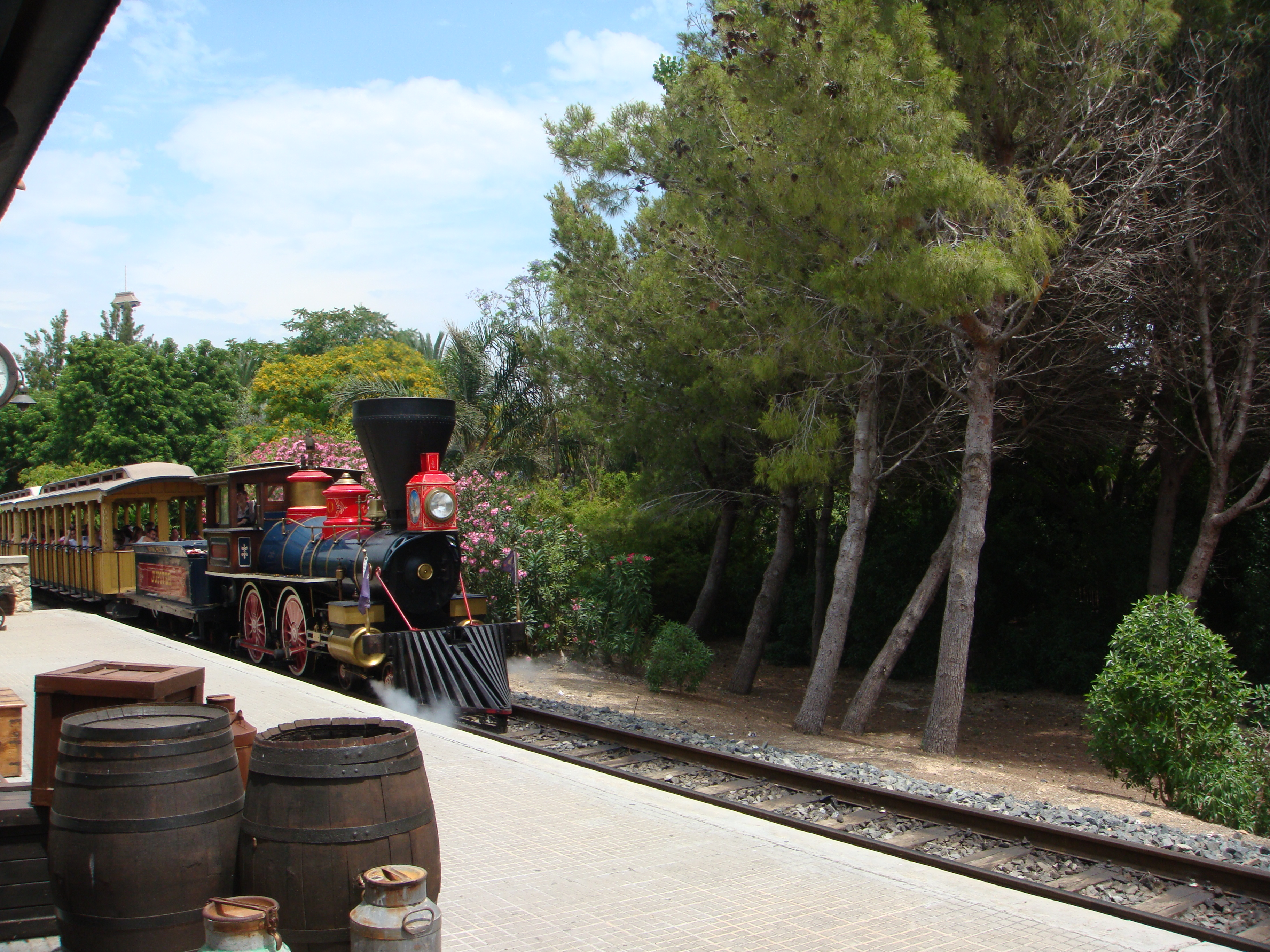
Tren entrando en la estación del norte.
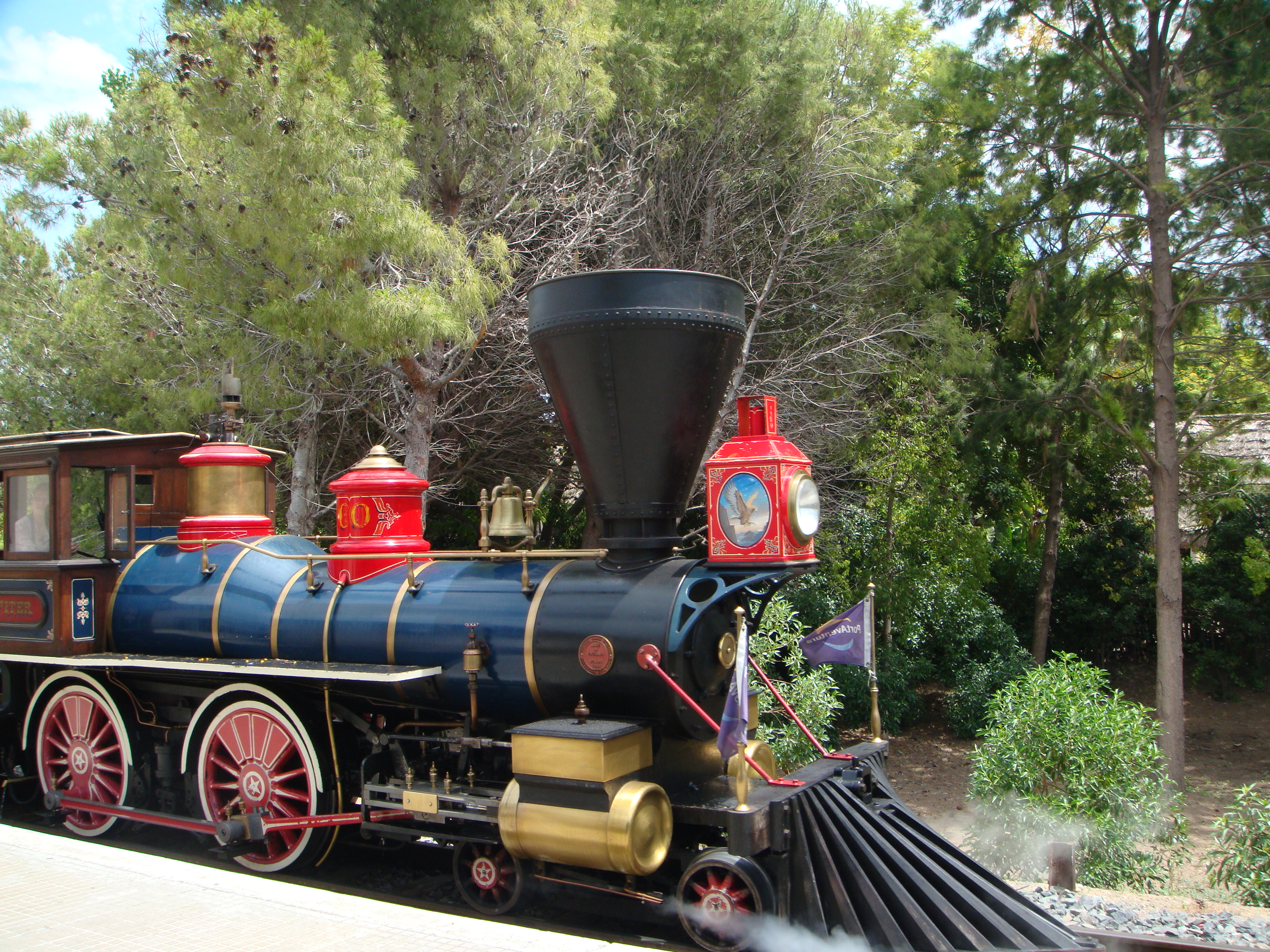
Uno de los trenes que recorren el parque.

### Atracciones de PortAventura Park
- Shambhala: Expedición al Himalaya
- Furius Baco
- Dragon Khan
- Grand Canyon Rapids
- Hurakan Condor
- Stampida
- Tomahawk
- El Diablo - El tren de la mina
- Silver River Flume
- Tutuki Splash
- Tami-Tami
- Sea Odyssey
- Templo del Fuego
- Fumanchú